# Тенеси
Тенеси (енгл. Tennessee), званично Савезна Држава Тенеси (енгл. State of Tennessee), држава је САД, која се налази у њеном југоисточном делу. Површина државе је 109.247 km², а број становника по попису из 2020. је 6.910.840. Главни град и највећи град је Нешвил са 689.447 становника. Тенеси је ступио у САД 1796. године, као шеснаеста држава.
Тенеси се састоји од 95 округа. Убраја се у јужне државе. Назив Тенеси настао је од појма Танаси, назива једног индијанског насеља на реци Мали Тенеси. Један од надимака државе је Држава добровољаца. Овај назив потиче из времена Америчког рата за независност у којем су учествовали бројни грађани Тенесија као добровољци.

## Историја
Подручје данашњег Тенесија су насељавала индијанска племена од пре 11.000 година. У времену између 1539. и 1543. године, подручје источно од реке Мисисипи је истраживао шпански истраживач Ернандо де Сото. Током насељавања европских колониста, већина домородаца је протерана према југу и западу, нарочито племена Мускоги и Yуцхи. До оснивања државе Тенеси, подручје је било у склопу Северне Каролине, познато и као Југозападна територија. Дуго времена, ово подручје је важило као област у којој нема владавине закона, јер влада Северне Каролине није могла да успостави одрживу законодавну и судску власт. У периоду од 1785. до 1790. године уследили су први покушаји да се Тенеси прогласи америчком државом. На северу данашњег Тенесија основан је град Франклин. Након пет година сталних свађа и препуцавања са владом Северне Каролине, те честих упада индијанских племена, новоформирана влада у граду Гренвил се распала, те подручје Тенесија поново потпада под власт Северне Каролине.
Тенеси постаје америчка држава путем одлуке Сената 1. јуна 1796. године као 16. држава. Између 1838. и 1839. године, око 17.000 Чероки Индијанаца који су преостали на територији Тенесија је протерано на запад Арканзаса. Овај чин је познат и као Стаза суза.
Као последња јужна држава која се одвојила од САД током Америчког грађанског рата, Тенеси се 2. јуна 1861. године припојио Конфедеративним Америчким Државама. Након грађанског рата, донесен је нови Устав 22. фебруара 1865. године којим је укинуто ропство те је 18. јуна 1866. године ратификован Четрнаести амандман на Устав САД. Тиме је Тенеси постао прва држава југа која се поново припојила Сједињеним Америчким Државама (24. јула 1866. године). На почетку 19. века, Тенеси је био држава из које су долазиле најпиторескније фигуре америчке историје: Дејви Крокет, Ендру Џексон и Сем Хјустон. У 20. веку, Тенеси је доживео снажни развој привреде и индустрије. 1960-их и 1970-их година, држава је била жариште покрета за људска права.

## Географија
Планински масив Апалачи доминира источним делом државе, а река Мисисипи означава њену западну границу. Држава Тенеси има 6.910.840 становника, по том критеријуму је 16. америчка држава, и површину од 109247 km2, по чему је 36. држава. Тенеси се граничи са осам држава: Кентаки и Вирџинија су на северу; Северна Каролина на истоку; Џорџија, Алабама и Мисисипи на југу, те Арканзас и Мисури на западу. Клима је умерено континентална, а на југу прелази у суптропску. Годишња количина падавина је 1 000 мм. Главни водоток је река Тенеси с притокама и вештачким језерима, као лева притока Охаја у сливу Мисисипија. Тенеси је индустријско-пољопривредна држава. Има развијену металургију, црну и обојену (алуминијум), машинску индустрију, хемијску индустрију, индустрију гуме, текстила, прехрамбену индустрија и др. Преовладавају поседи средње величине - просечна величина: 56 ha. Развијена је и пољопривреда (памук, дуван, соја, кукуруз и др.). Рељеф је већином низински, осим на истоку где постоје нешто већа узвишења.

## Демографија
| 1900.     | 1910.     | 1920.     | 1930.     | 1940.     | 1950.     | 1960.     | 1970.     | 1980.     | 1990.     | 2000.     | 2010.     | 2020.     |
| --------- | --------- | --------- | --------- | --------- | --------- | --------- | --------- | --------- | --------- | --------- | --------- | --------- |
| 2.020.616 | 2.184.789 | 2.337.885 | 2.616.556 | 2.915.841 | 3.291.718 | 3.567.089 | 3.923.687 | 4.591.120 | 4.877.185 | 5.689.283 | 6.346.105 | 6.910.840 |

Становништво чини 79,2% белаца, 16,8% афроамериканаца, 3,1% средњоамеричког и латиноамеричког порекла, 1,3% азијског порекла и 0,3% индијанског порекла.

### Религије
Главне верске заједнице у 2000. години су биле: Јужна баптистичка конвенција са 1.414.199 верника, Уједињена методистичка црква са 393.994 верника, Христова црква са 216.648 верника, те Католичка црква са 183.161 верника. Постоји велики број других секти, углавном протестантски оријентисаних.

### Старосна структура становништва
Старосна структура становништва Тенесија је следећа:
- до 18 година старости: 1.447.050 (24,0%)
- од 18 до 64 године: 3.824.660 (63,3%)
- више од 65 година: 767.093 (12,7%)

Просечна старост износи 37,2 године, док су 48,9% становништва мушкарци, а 51,1% жене.

### Етничке групе
Индијанци: Чероке, Каскинампо, Шони и Тали. Од припадника других домородачких племена на територију Тенесија долазили су и: Катобе, Цхиаха, Чикаси, Тускегее, Yуцхи и можда Офогоула.

## Највећи градови
| Мемфис Нешвил | 1.  | Нешвил       | 689.447 | Ноксвил Чатануга |
| Мемфис Нешвил | 2.  | Мемфис       | 633.104 | Ноксвил Чатануга |
| Мемфис Нешвил | 3.  | Ноксвил      | 190.740 | Ноксвил Чатануга |
| Мемфис Нешвил | 4.  | Чатануга     | 181.099 | Ноксвил Чатануга |
| Мемфис Нешвил | 5.  | Кларксвил    | 166.722 | Ноксвил Чатануга |
| Мемфис Нешвил | 6.  | Мурфризборо  | 152,769 | Ноксвил Чатануга |
| Мемфис Нешвил | 7.  | Френклин     | 83.454  | Ноксвил Чатануга |
| Мемфис Нешвил | 8.  | Џонсон Сити  | 71.046  | Ноксвил Чатануга |
| Мемфис Нешвил | 9.  | Џексон       | 68.205  | Ноксвил Чатануга |
| Мемфис Нешвил | 10. | Хендерсонвил | 61.753  | Ноксвил Чатануга |

### Образовање
У Тенесију постоји неколико значајних високошколских установа, као што су:
- Аустин Пеаy државни универзитет
- Источни Тенесијски државни универзитет
- Средњи Тенесијски државни универзитет
- Тенесијски државни универзитет
- Тенесијски технолошки универзитет
- Универзитет Мемфиса
- Универзитет Тенесија
- Универзитет Вандербилт (приватни)

### Политика
Тенеси је 60-их година 20. века био средиште покрета за грађанска права црнаца, који је досегао свој врхунац 1968. године атентатом на Мартина Лутера Кинга у Мемфису. Политичка атмосфера у Тенесију се променила раније него у другим јужњачким државама. Путем владине организације Теннессее Валлеу Аутхоритy омогућена је ранија индустријализација, а тиме и модерније уређено друштво, више него у Мисисипију и Алабами. Јужњачки конзервативни демократи су изгубили политичку моћ у Тенесију већ у време покрета за грађанска права. Оснаживање републиканаца је отпочело с председничким изборима 1952. Од тада, демократи су освојили изборе само 1964., 1976., те у време мандата Била Клинтона 1992. и 1996. године. Матична држава Ала Гора данас се сматра претежно конзервативном. Изборно тело Тенесија при председничким изборима чини једанаест гласова. Пре 1980. године било их је десет.

### Привреда
Реални бруто домаћи производ по становнику је 2006. године износио 33.825 долара (државни просек: 37.899 $, по ГДП међу 50 држава Тенеси је на 31. месту). Битан економски потицај је дошао од стране Теннессее Валлеу Аутхоритy, што је довело до развоја производње електричне енергије, инфраструктуре и индустријализације. Нарочито су доста развијене хемијска, машинска и аутоиндустрија, текстилна и дрвна индустрија, узгој дувана, памука, соје и кукуруза, шумарство и рударство, највећим делом копају се руде цинка, фосфати, угаљ и пирит, а у великој мери развијен је и туризам.

### Култура
Тенеси се сматра „колевком“ блуза и рокенрола (Мемфис), као и кантри музике (Нешвил). Познат је и по типовима вискија (Џек Денијелс и Џорџ Дикел). Своје прве радове током 1950-их снимили су музичари попут; Елвиса Преслија, Џонија Кеша, Карла Перкинса, Џерија Ли Луиса, Роја Орбисона и Чарлија Рајха.